# سيكاسو
سيكاسو (بالإنجليزية: Sikasso)‏ هي مستوطنة تقع في مالي في منطقة سيكاسو. يقدر عدد سكانها بـ 225,753 نسمة ومساحتها 400 كم2 وترتفع عن سطح البحر 410 متر.

## المدن التوأمة
مدينة بريف لا غايلارد هي مدينة توأمة لـسيكاسو.

## أعلام
- عبد الله سانوغو
- سليمان دياموتين
- أميناتا ديوب